# Anders Dahl-Nielsen
 For alternative betydninger, se Anders Dahl. (Se også artikler, som begynder med Anders Dahl)
Anders Dahl-Nielsen (født 27. januar 1951 i Århus) er en dansk håndboldspiller og -træner. Siden midten af 1970'erne har han været en af de mest respekterede personer i dansk håndbold.
På sit højdepunkt som spiller blev han regnet for en af verdens bedste håndboldspillere. Han spillede klubhåndbold i Vejle Idrætsforening (2. division) og siden Tarup-Pårup og Fredericia KFUM. Han spillede på det danske herrelandshold fra 1973 til 1984, hvor han nåede at spille 209 kampe. Han er den tredje mest scorende landsholdsspiller gennem tiderne med 610 mål. I 1976 nåede han finalen af Europa-Cup'en for Mesterhold med Fredericia KFUM.
Senere fortsatte Anders Dahl-NIelsen som træner med betydelig succes både for herrelandsholdet fra 1987 til 1992 samt for flere forskellige klubber.
Som spillende træner førte han Ribe HK op i 1. division i 1986 og nåede i samme sæson pokalfinalen. Vandt DM-bronze med Ribe i 1987. Siden fulgte fem succesfulde sæsoner som træner for bundesligaholdet Flensburg-Handewitt midt i 1990'erne. Her vandt han EHF European League i 1997.
I seks år var Anders Dahl-Nielsen cheftræner for Skjern Håndbolds ligahold. Skjern Håndbold vandt det danske mesterskab i sæsonen 1998/1999 under Anders Dahl-Nielsens ledelse. Siden har Anders Dahl-Nielsen ført klubben til flere internationale sejre. Blandt andet vandt klubben Challenge Cup i sæsonerne 2001/2002 og 2002/2003.
Anders Dahl-Nielsen varetager indtil sommeren 2007 jobbet som manager i Skjern Håndbold, mens islændingen Aron Kristjansson var cheftræner.
Siden sommeren 2007 har Anders Dahl-Nielsen fungeret som manager i den tyske danskerklub Flensburg-Handewitt i Bundesligaen.